# Záriečie
Záriečie je naseljeno mjesto u okrugu Púchov u  Trenčínskom kraju u Slovačkoj.

## Stanovništvo
| Godina:     | 1993. | 2003.   | 2013.   | 2023.   |
| ----------- | ----- | ------- | ------- | ------- |
| Broj ljudi: | 656   | 683     | 689     | 696     |
| Razlika:    |       | +4,11 % | +0,87 % | +1,01 % |

| Godina:     | 2022. | 2023.   |
| ----------- | ----- | ------- |
| Broj ljudi: | 693   | 696     |
| Razlika:    |       | +0,43 % |

Prema podacima o broju stanovnika iz 2023. godine naselje je imalo 696 stanovnika.

## Vanjske poveznice
|  | Zajednički poslužitelj ima još gradiva o temi Záriečie |

- Službena stranica naselja (sl.)